# Джесика Александър
Джесика Каролайн Александър (родена на 19 юни 1999 г.) е английска актриса. Тя започва кариерата си в късометражни филми и сериала на „Дисни“ Penny on MARS (2018 – 2020). Джесика прави пробив с ролята си в сериала, излъчен в платформата BBC iPlayer, Get Even (2020 г.) и участва в игралните филми Glasshouse и A Banquet (и двата 2021 г.). Тя добива още по-голяма известност в мюзикъла на „Дисни“ „Малката русалка“ (2023) като Ванеса.